# Man in the Arena: Tom Brady
Man in the Arena: Tom Brady, ou simplesmente Man in the Arena, é uma minissérie americana de documentários esportivos de 2021 coproduzida pela ESPN Films, Religion of Sports e 199 Productions. Dirigida por Gotham Chopra e Erik LeDrew, a série se concentra na carreira de Tom Brady, com foco particular em seu mandato como quarterback titular do New England Patriots.
A série foi exibida semanalmente de 16 de novembro de 2021 a 11 de janeiro de 2022 no ESPN+.

## Premissa
Conforme descrito pela descrição do trailer da ESPN, Man in the Arena destaca "o relato em primeira mão de Brady dos momentos mais icônicos de sua carreira na NFL, incluindo cada uma de suas 9 aparições no Super Bowl com o New England Patriots", além de pequenos, mas cruciais momentos de sua carreira.

## Episódios
| N.º | Título                | Lançamento             |
| --- | --------------------- | ---------------------- |
| 1 | "In The Arena"        | 16 de novembro de 2021 |
| Em 2001, Tom Brady substituiu o quarterback titular dos Patriots depois que Drew Bledsoe sofreu uma lesão, e levou os Patriots ao primeiro título da franquia com uma vitória sobre o St. Louis Rams no Super Bowl XXXVI. Convidados entrevistados: Drew Bledsoe e Willie McGinest                          |                       |                        |
| 2 | "The Toughest Things" | 23 de novembro de 2021 |
| Em 2003, os Patriots se recuperam de uma difícil temporada de 2002 e Brady ajuda a levar o time a uma vitória sobre o Carolina Panthers no Super Bowl XXXVIII. Convidados entrevistados: Lawyer Milloy e Rodney Harrison                                                                                    |                       |                        |
| 3 | "The Edge"            | 30 de novembro de 2021 |
| Em 2004, Brady leva os Patriots a vitórias consecutivas no Super Bowl com uma vitória sobre o Philadelphia Eagles no Super Bowl XXXIX. Convidados entrevistados: Mike Vrabel e Tedy Bruschi |                       |                        |
| 4 | "Goliaths"            | 7 de dezembro de 2021  |
| Em 2007, o ataque dos Patriots atinge novos patamares depois que o wide receiver Randy Moss se junta ao time. Enquanto Brady e os Patriots terminam a temporada regular invictos, eles sofrem uma derrota para o New York Giants no Super Bowl XLII. Convidados entrevistados: Randy Moss e Michael Strahan |                       |                        |
| 5 | "No Guarantees"       | 14 de dezembro de 2021 |
| Em 2011, Brady equilibra suas demandas em campo, enquanto leva os Patriots a uma aparição no Super Bowl XLVI, com suas responsabilidades domésticas como marido e pai. Convidados entrevistados: Gisele Bündchen e Bill O'Brien                                                                             |                       |                        |
| 6 | "Stop The Bleeding"   | 21 de dezembro de 2021 |
| Em 2014, Brady se encontra no centro da controvérsia do Deflategate ao ajudar a levar os Patriots a uma vitória sobre o Seattle Seahawks no Super Bowl XLIX. Convidados entrevistados: Vince Wilfork e Richard Sherman                                                                                      |                       |                        |
| 7 | "Surrender"           | 28 de dezembro de 2021 |
| Em 2016, Brady passa por desafios pessoais, enquanto em campo, ele ajuda a levar os Patriots a uma vitória no Super Bowl LI sobre o Atlanta Falcons. Convidados entrevistados: Julie e Maureen Brady |                       |                        |
| 8 | "Nobody's Business"   | 4 de janeiro de 2022   |
| Em 2017, Brady passa por uma das temporadas mais cansativas de sua carreira, enquanto os Patriots terminam a temporada com uma derrota para o Philadelphia Eagles no Super Bowl LII. Convidados entrevistados: Rob Gronkowski e Alex Guerrero                                                               |                       |                        |
| 9 | "Maybe"               | 11 de janeiro de 2022  |
| Em 2018, os Patriots fazem sua terceira viagem consecutiva ao Super Bowl e derrotaram o Los Angeles Rams no Super Bowl LIII. Convidado entrevistado: Julian Edelman |                       |                        |

## Produção
O co-diretor Gotham Chopra criou anteriormente Tom vs Time (2018), uma minissérie sobre o regime de treinamento fora de temporada de Brady e sua vida doméstica. Após o final de Tom vs Time, Chopra afirmou que não havia planos para criar uma segunda temporada. Pouco antes de assinar com o Tampa Bay Buccaneers em março de 2020, Brady anunciou o lançamento da 199 Productions, uma empresa de mídia projetada para produzir documentários originais, longas-metragens e séries de televisão.
Em 21 de maio de 2020, a ESPN lançou um trailer oficial de Man in the Arena. O título Man in the Arena é derivado de uma citação de um dos discursos do ex-presidente dos EUA, Theodore Roosevelt. Ao anunciar a série, Brady explicou em um tweet:
Eu citei o discurso de Theodore Roosevelt "Man in the Arena" desde que o vi pintado na parede da nossa sala de musculação na UM em 1995. É um lembrete constante para ignorar o barulho, afivelar minha cinta de queixo e batalhar através do que vier no meu caminho.
A ESPN Films co-produziu a minissérie junto com "Religion of Sports" de Chopra e a empresa 199 Productions de Brady. A NFL Films também esteve envolvida na produção do documentário.
Após o anúncio, muitas publicações de mídia esportiva compararam o documentário a The Last Dance, que estreou na ESPN em abril de 2020 e centrado em Michael Jordan. Chopra, no entanto, afirmou: "Não é a última dança de Tom Brady. Não é isso. Isso pode ou não existir daqui a 20 anos, eu não sei. Há esse tipo de imediatismo nisso... A premissa [de The Last Dance] estava contando histórias sobre as temporadas, enquanto [a de Brady], parece um pouco mais em tempo real."
Originalmente anunciado como minissérie de nove episódios, um décimo episódio foi eventualmente confirmado. Cada episódio passa por cada uma das temporadas de aparição de Brady no Super Bowl, embora Brady tenha ido a um décimo Super Bowl depois que a série entrou em produção. Após o lançamento do nono episódio, Chopra afirmou que um décimo episódio ainda estava em produção e seria lançado em algum momento da primavera norte-americana de 2022.

## Lançamento
Os primeiros nove episódios da série foram exibidos semanalmente de 16 de novembro de 2021 a 11 de janeiro de 2022. O décimo episódio da série estava programado para ser lançado em 19 de janeiro, mas foi adiado. A série foi lançada exclusivamente na América Latina através do Star+, com episódios exibidos de forma simultânea com os Estados Unidos.